# 楊應奇
楊應奇（1493年—？），字時望，號西泉，河南開封府歸德州夏邑縣人，軍籍，明朝政治人物。

## 生平
嘉靖十年（1531年）辛卯科河南鄉試第三十三名舉人。嘉靖十四年（1535年）中式乙未科會試第三百十九名，登第三甲第一百九十九名進士。授行人司行人，嘉靖二十三年（1544年）正月，十八年十一月选授户科给事中，二十一年十一月升本科右，十二月升刑科左，二十三年正月由刑科左給事中陞湖廣按察司副使。晋贵阳参政，三十二年（1553年）升任福建按察使，三十三年秋升本省右布政使，轉左布政。

## 家族
曾祖楊威，曾任教授 封大理寺寺副；祖父楊德，曾任福建按察司副使；父楊紳，曾任縣丞。前母劉氏；母王氏。慈侍下。兄應鳳，義官；應鶚；弟應鴻；應龍；應驥；應鸛；應圖。